# پیوتر تروخووسکی
پیوتْر آرتور تروخووْسکی (آلمانی: Piotr Artur Trochowski؛ زادهٔ ۲۲ مارس ۱۹۸۴) بازیکن فوتبال سابق اهل آلمان است که بین سال‌های ۲۰۰۶ تا ۲۰۱۰ میلادی عضو تیم ملی فوتبال آلمان بوده‌است. وی در ۳۵ بازی ملی حضور داشته‌است و آخرین بازی ملی خود را در سال ۲۰۱۰ میلادی انجام داد. پیوتر تروشووسکی در بازی‌های ملی‌اش ۲ گل به ثمر رساند.

## افتخارات

### باشگاهی
بایرن مونیخ
- بوندس‌لیگا: ۰۳–۲۰۰۲; نایب قهرمان ۰۴–۲۰۰۳
- جام حذفی فوتبال آلمان: ۰۳–۲۰۰۲
- لیگا پوکال: ۲۰۰۴

هامبورگ
- جام اینترتوتو: ۲۰۰۵، ۲۰۰۷

سویا
- لیگ اروپا: ۱۴–۲۰۱۳

### ملی
آلمان
- جام جهانی فوتبال: مقام سوم ۲۰۱۰
- جام ملت‌های اروپا: نایب قهرمان ۲۰۰۸